# Château de Crolles
Le château de Crolles, dénommé également, au niveau local, château de Bernis, est une ancienne maison forte construite en 1340 qui se dresse à proximité du centre de la commune de Crolles dans le département de l'Isère et la région Auvergne-Rhône-Alpes.
Le bâtiment, qui a connu de nombreuses modifications au cours des siècles suivants, est inscrit partiellement au titre des monuments historiques par arrêté du 30 novembre 1965 :  les façades et les toitures, la grande galerie et le petit salon orné de boiseries du XVIIIe siècle sont les éléments bénéficiant de cette protection.

## Situation et accès
Le château est situé dans le secteur urbain du territoire de la commune de Crolles. la route départementale 1090 (RD 1090), qui relie Grenoble à Chambéry, passe à proximité, au nord du domaine.
L'arrêt "mairie"  de la ligne La ligne G3 du réseau de bus TouGo permet de desservir le quartier du château.
Le château est une propriété privée et il n'est pas ouvert aux visites.

## Histoire

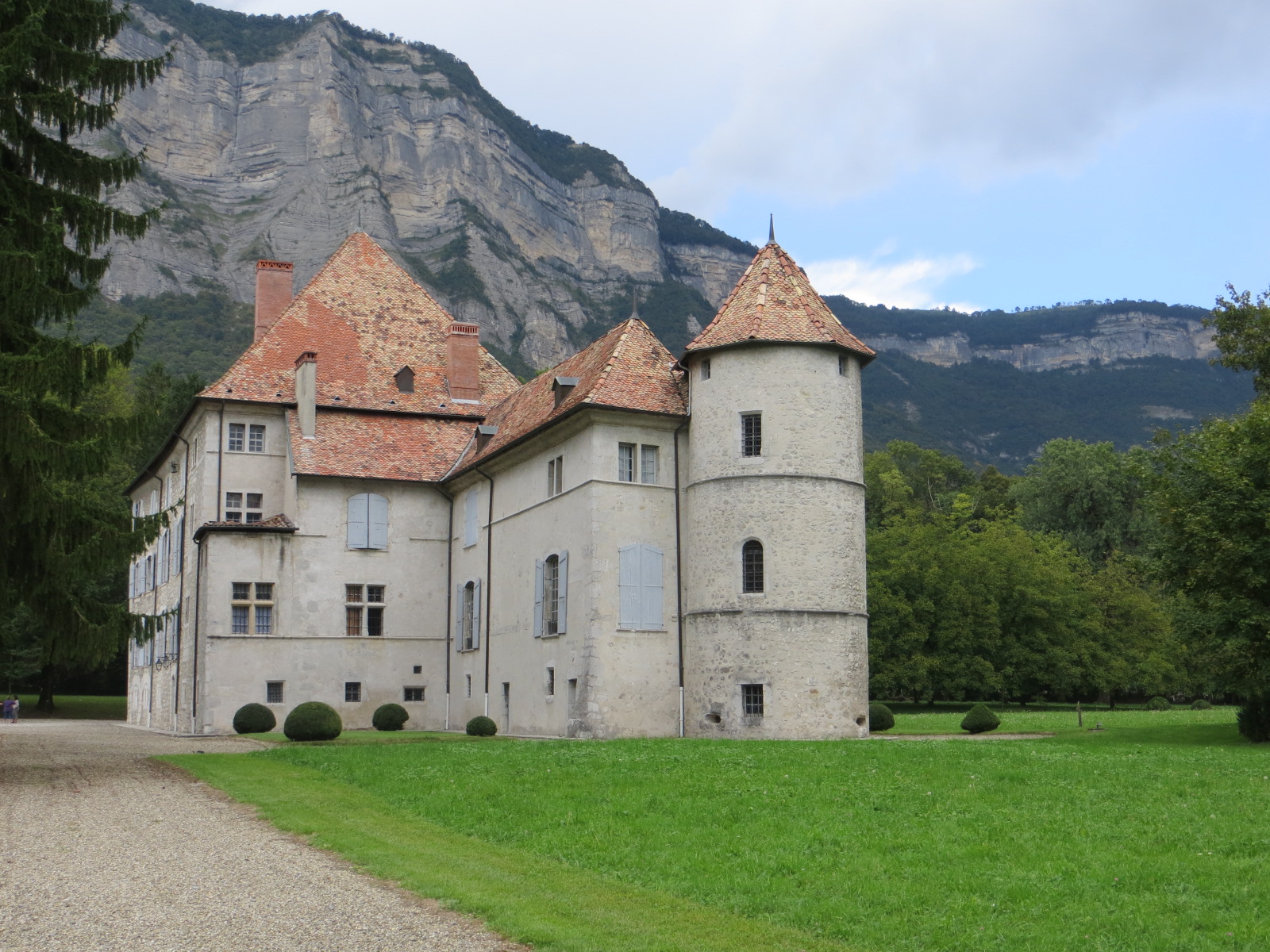
Autre vue du château

Cette ancienne maison forte a été édifiée en 1340 par Amblard de Beaumont et a connu de nombreuses transformations durant les XVe siècle, XVIIe siècle et XVIIIe siècle.
La demeure a notamment bénéficié d'un changement important avec son propriétaire Claude Frère, premier Président au Parlement du Dauphiné durant le XVIIe siècle. Celui-ci fit construire la grande galerie du bâtiment principal actuellement ornée de peintures avec son plafond à la française et un petit salon orné de boiseries.
L'édifice située sur la Grande route du Grésivaudan a reçu les visites de deux souverains français : Henri IV, le 15 août 1600, puis, en 1639, son fils, Louis XIII accompagné par le Cardinal de Richelieu. Le Cardinal de Richelieu fit envoyer son portrait à la famille châtelaine et celui-ci se trouve toujours dans un des bâtiments. Le château appartient depuis 1810 à la famille de Bernis qui lui a donné son nom.

## Description
Le château se compose de deux bâtiments accolés et de forme rectangulaire et ayant conservé des deux tours rondes, lui donnant un aspect plus imposant. 
Le bâtiment principal comprend une grande galerie avec un plafond à la française et présente également, un décor peint du XVIIe siècle avec quelques tableaux de la même époque représentant le château et ses jardins à la française. Le bâtiment présente également un petit salon qui a gardé des boiseries peintes du XVIIIe siècle et une chambre décorée de toiles brodées. Au bout la galerie, on peut découvrir la chapelle, dont la voûte laisse découvrir une représentation du Christ, de la Vierge et des Quatre Évangélistes. Cette petite chapelle fut consacrée par l"évêque de Grenoble, Monseigneur Étienne Le Camus en 1673, et son sceau est présent dans la pierre de l'autel.